# 1569

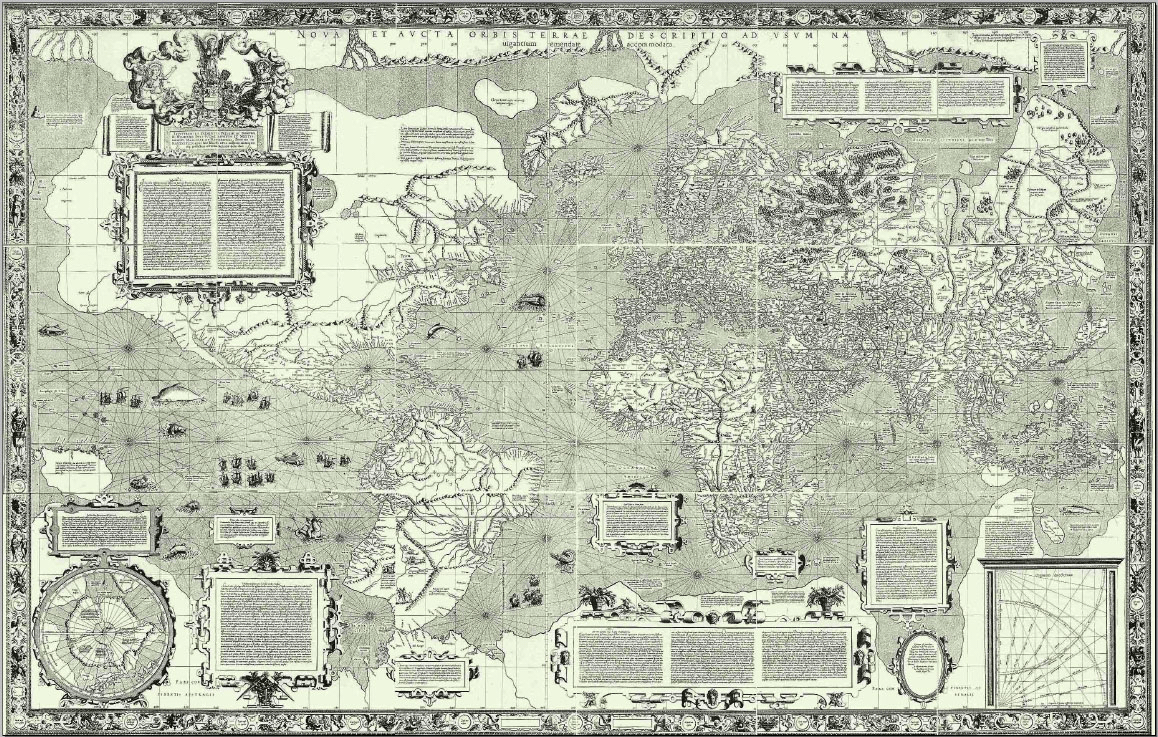
Carta do Mundo de Mercator(1569).

- Wikisource

| Calendário gregoriano                                                        | 1569 MDLXIX                                          |
| Ab urbe condita                                                              | 2322                                                 |
| Calendário arménio                                                           | 1018 – 1019                                          |
| Calendário bahá'í                                                            | -275 – -274                                          |
| Calendário budista                                                           | 2113                                                 |
| Calendário chinês                                                            | 4265 – 4266 Início a 17 de janeiro (aproximadamente) |
| Calendário copta                                                             | 1285 – 1286                                          |
| Calendário etíope                                                            | 1561 – 1562                                          |
| Calendários hindus - Vikram Samvat - Calendário nacional indiano - Cáli Iuga | 1624 – 1625 1490 – 1491 4669 – 4670                  |
| Calendário Holoceno                                                          | 11569                                                |
| Calendário islâmico                                                          | 977 – 978                                            |
| Calendário judaico                                                           | 5329 – 5330                                          |
| Calendário persa                                                             | 947 – 948                                            |
| Calendário rúnico                                                            | 1819                                                 |
| Calendário solar tailandês                                                   | 2112                                                 |

1569 (MDLXIX, na numeração romana) foi um ano comum do século XVI do Calendário Juliano, da Era de Cristo, a sua letra dominical foi B (52 semanas), teve início a um sábado e terminou também a um sábado.
| Ano completo                   |
| ------------------------------ |
| Ano comum com início ao sábado |

## Eventos
- Surge um surto de peste negra em Lisboa a que chamaram "Peste Grande" por ter morto cerca 50 mil pessoas.
- Construção da Ermida do Espírito Santo em Ponta Delgada, ilha de São Miguel, Açores.
- Início das obras na Igreja da Misericórdia de Ponta Delgada, ilha de São Miguel, Açores.
- Mercator apresenta a primeira Carta do mundo, Planisfério ou Mapa-múndi construído pelo sistema de projecção que criou.
- 1 de julho — União de Lublin: o Reino da Polônia e o Grão-Ducado da Lituânia confirmam uma união real; o país unido é chamado de Comunidade Polaco-Lituana ou República das Duas Nações.

## Mortes

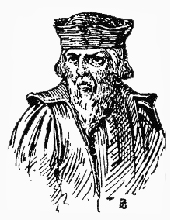
António Ferreira, imagem de autor desconhecido.

- António Ferreira, escritor e humanista português (n. 1528)